# Ciro Immobile
Ciro Immobile (født 20. februar 1990) er en professionel fodboldspiller fra Italien. Han spiller i øjeblikket som angriber hos Bologna og for Italien.

## Karriere

### Lån til Sevilla
Den 12. juli 2015 blev det offentliggjort, at Immobile blev udlejet til Sevilla på et sæsonlangt lån efter kun have scoret tre mål i sin første sæson i Borussia Dortmund. Denspanske klub købte ham efterfølgende, men udlejede ham til Torino FC, og i sommeren 2016 blev han igen solgt, denne gang til S.S. Lazio.